# Saint-Pierre (Alpes da Alta Provença)
Saint-Pierre é uma comuna francesa na região administrativa da Provença-Alpes-Costa Azul, no departamento dos Alpes da Alta Provença. Estende-se por uma área de 5,62 km². Em 2010 a comuna tinha 97 habitantes (densidade: 17,3 hab./km²).